# Pediococcus claussenii
Pediococcus claussenii — вид грампозитивних молочнокислих бактерій родини Lactobacillaceae. P. claussenii бере участь у псуванні ферментованих напоїв через виробництво діацетилу. Штами цього виду спочатку були виділені із зіпсованого пива.

## Опис
Це грампозитивні, неспороутворюючі, нерухливі коки діаметром 0,8 мкм, що існують парами або тетрадами. Бактерії факультативно анаеробні.

## Назва
Вид названо на честь Н. Г. Клаузена, який у 1903 році окреслив рід Pediococcus для ізолятів бактерій, що псують пиво.